# علم (نحو)

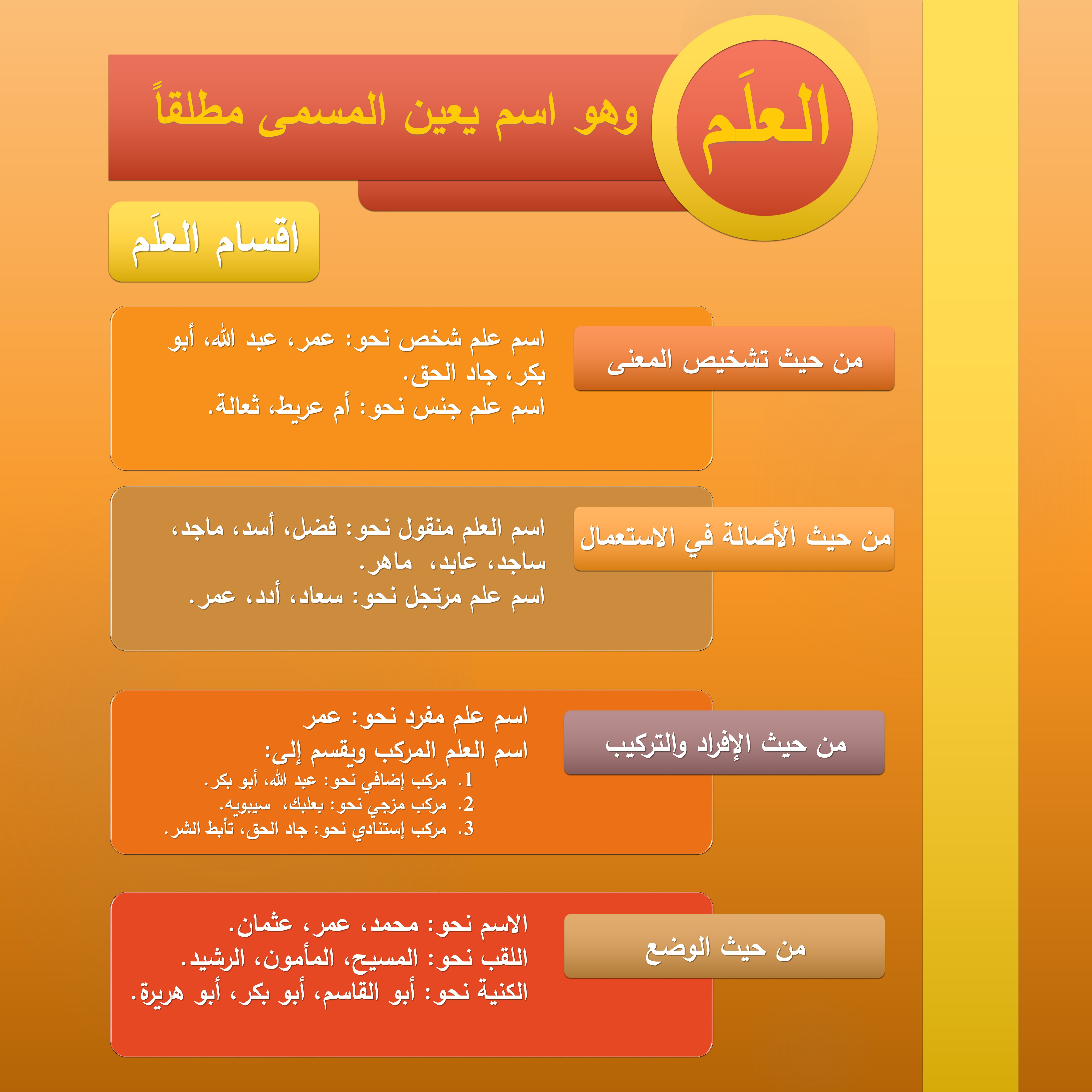
مخطط معلومات بياني، يشرح العلم بأسلوب مبسط.

العَلَم وهو اسم يعين المسمى مطلقاً، بمعنى آخر هو الاسم الذي يدل على مسماه بذاته، ودون قرينة خارجة عن لفظه.

## أقسام العلم

### ينقسم العلم باعتبار تشخيص المعنى إلى:

#### اسم علم شخص
الاسم الذي يدل على شخص بعينه، لا يشاركه فيه غيره، ولا يحتاج إلى قرينة. نحو: محمد، يوسف، فاطمة، مكة.
وحكمه: حكم معنوي أي دلالته على معين بذاته كأن يكون اسماً لبشر أو غيره من أسماء البلاد والقبائل والمدن والنجوم والسيارات والطائرات والكتب، مما لها اسم معين لا يطلق على غيرها.
أو حكم لفظي ويتعين في كون اسم العلم لا يعرف بالألف واللام، ولا يضاف ويجوز الابتداء به، أو مجيئه صاحب حال، كما يمنع من الصرف، كما يمكن أن يكون مشابها في صيغته للأفعال المضارعة.

#### اسم علم جنس
الاسم الموضوع للمعنى العقلي العام المجرد، أي للحقيقة الذهنية المحضة ولو أنه في حكم النكرة من الناحية المعنوية نحو: أسامة، وأبو الحارث وهما اسما علم جنس يطلقان على الأسد، أبو الدغفاء ويطلق على الأحمق، وثعالة ويطلق على الثعلب، وأم عريط ويطلق على العقرب.
وله نفس الاحكام المعنوية والفظية لاسم العلم الشخصي.

### ينقسم العلم باعتبار الأصالة في الاستعمال إلى:

#### اسم العلم المنقول
هو ما نقل من شيء سبق استعماله فيه قبل العلمية نحو: ماجد، وحامد، وفاضل، وسالم، وعابد، وثور، وحجر، وأسد.فبعضها منقول عن صفات، وبعضها منقول عن أسماء. قد يكون النقل عن اسم مفرد في لفظه، وقد يكون النقل عن الفعل فقط، وقد يكون النقل عن جملة اسمية أو فعلية.
وإذا نقل اسم العلم من لفظ مبدوء بهمزة وصل، تتغير الهمزة إلى قطع بعد النقل نحو: اعتدال، وانتصار، وابتسام.
والكلام هنا ليس دقيقا بل الراجح بقاء الاسم المنقول على أصله.

#### اسم العلم المرتجل
هو ما وضع من أسماء الأعلام من أول الأمر علَماً، ولم يستعمل قبل ذلك في غير العلمية أو هو ما لم يسبق له استعمال قبل العلمية في غيرها، نحو: سعاد، وأدد، وحمدان، وعمر، محبب.
وينقسم اسم العلم المرتجل إلى قسمين:
1. المرتجل القياسي: وهو العلم الموضوع من أول الأمر علَماً، ولم يستعمل قبل ذلك في غير العلمية.
2. المرتجل الشاذ: وهو ما وضع علَماً من أول الأمر، ولكن لا نظير له في كلام العرب يقاس عليه.

## ينقسم العلم باعتبار لفظه الي مفرد ومركب

### اسم العلم المفرد
هو ما تكوَّن من كلمة واحدة، نحو: أحمد، محمد، عائشة، فاطمة.

### اسم العلم المركب
هو اسم العلم المكون من كلمتين فأكثر، ويدل على حقيقة واحدة قبل النقل وبعده.
وينقسم إلى ثلاثة أنواع:

#### المركب الإضافي
المركب الإضافي نحو: عبد الله، وعبد الرحمن، وعبد المولى، وذو النون، وامرؤ القيس. ومنها كنية نحو: أبو بكر، وأبو عبيدة، وأبو إسحق، وأبو جعفر. ولهذا الاسم حكمه العام إذ يجر الاسم الثاني منه بالإضافة دائماً.

### المركب المزجي
المركب المزجي مكون من اسمين حتى أصبحت كلمة واحدة، نحو: حضرموت، وبعلبك، ومعديكرب، وسيبويه، وخالويه، ونفطويه. وينقسم الإعراب في هذه الأعلام لقسمين:
- ما خُتم بـ (ويه): مبني على الكسر.
- ما لم يُختَم بـ (ويه): يُعرب ممنوعًا من الصرف.[3]

#### المركب الإسنادي
المركب الإسنادي المنقول عن جملة فعلية أو جملة اسمية، نحو: جاد الحق، وتأبط شراً، وسيف الدولة، وصلاح الدين، وسر من رأى وكذلك سيد أحمد، محمد الطاهر الفرقاني، الدار البيضاء. وحكمه أن يبقى على حاله قبل العلمية، فلا يدخله أي تغيير، لا في ترتيب الحروف، ولا في ضبطها.

### ينقسم العلم باعتبار الوضع إلى:

#### الاسم
هو كل اسم علم وضع للدلالة على ذات معينة، سواء أكان مفرداً، أو مركباً نحو: محمد، وأحمد، وفاطمة، ومكة، وسيبويه، وحضرموت، وجاد الحق.

#### اللقب
هو كل علم يدل على ذات معينة يراد به مدح مسماه، أو ذمه، وهو ما يعرف بـ «النبر». نحو: الرشيد، والمأمون، والأخفش، والمتنبي.
إذا كان اللقب أشهر من الاسم فيقدم اللقب، في الاية الكريمة: قال تعالى في سورة آل عمران: ﴿إِذْ قَالَتِ الْمَلَائِكَةُ يَا مَرْيَمُ إِنَّ اللَّهَ يُبَشِّرُكِ بِكَلِمَةٍ مِنْهُ اسْمُهُ الْمَسِيحُ عِيسَى ابْنُ مَرْيَمَ وَجِيهًا فِي الدُّنْيَا وَالْآخِرَةِ وَمِنَ الْمُقَرَّبِينَ ۝٤٥﴾ فقُدم لقب المسيح على اسم عيسى ابن مريم ، لأنه أشهر من الاسم.

#### الكنية
نحو: المركب الإضافي، إلا أنها ليست اسماً، ويشترط فيها أن تبدأ بأحد الألفاظ الآتية: أب، وأم، وابن، وبنت، وأخ، وأخت، وعم، وعمه، وخال، وخالة، نحو: أبو بكر، وأم يوسف، وابن الوليد، وبنت الصديق.

## العلم القصدي والعلم الاتفاقي
العلم القصدي ما وضع لشيء، والعلم الاتفاقي ما غلب الذي يصبح علماً لا بوضع واضع، بل بكثرة الاستعمال مع الإضافة، أو اللازم لشيء بعينه خارجاً أو ذهناً، ولم تتناوله السببية.

## الإعراب
يُعربُ العَلَمُ حَسَبَ العواملِ المتقدمةِ عليه، وتقعُ الحركاتُ على آخرِ المفردِ، كما تظهرُ على الجزءِ الأولِ من المركبِ الإضا والجزءُ الثا منه يُعْرَبُ مضافًا إليه دائ، ًام أما المركب المزجِيُّ فيعربُ إعرابَ الممنوعِ من الصرفِ إذا لم تُخيمْ ب)وَيْهِ (ويلازمُ البناءَ على الكسرِ إذا خُتِمَ بها.